# Girl Talk (canção)
"Girl Talk" é uma canção do grupo americano TLC. Foi escrito pelos membros da banda Lisa Lopes e Tionne Watkins, juntamente com Anita McLoud, Edmund "Eddie Hustle" Clement e Kandi Burruss para o quarto álbum de estúdio do grupo, 3D (2002). Com produção de Hustle, foi lançado como single principal do álbum em setembro de 2002, junto com uma canção inédita "Get Away". Enquanto a música contém vocais de Lisa Lopes, o videoclipe de "Girl Talk" marcou o primeiro lançamento da banda sem Lopes, após sua morte em abril do mesmo ano.
Após o seu lançamento, "Girl Talk" alcançou o número vinte e três sobre o Billboard Hot R&B/ Hip-Hop Songs e número vinte e oito na Billboard Hot 100, tornando-se 12 top quarenta a entrada do grupo na último gráfico. Além disso, a música alcançou o top vinte na Dinamarca e na Nova Zelândia, as trinta primeiras do Reino Unido e as cinquenta melhores da Austrália. A música aparece no Nintendo Gamecube e no jogo Freestyle Street Soccer de Xbox.

## Lançamento
Os maxi-singles internacionais foram lançados com uma faixa do lado B intitulada "Get Away", escrita pela membro da banda Tionne Watkins e Ray Murray. A canção mais tarde foi apresentada na versão japonesa importada de "3D", e é frequentemente elogiada como favorita dos fãs.

## Videoclipe
O videoclipe foi dirigido por Dave Meyers e filmado no final de outubro de 2002, seis meses após a morte de Lisa Lopes. O vídeo mostra as duas membros restantes, T-Boz & Chilli, em três locais diferentes; Dirty South, Tóquio e África, dançando e conversando com outras garotas, representando como as garotas de todo o mundo "conversam". Um segmento animado é usado durante o verso de rap de Left Eye, onde todas as três garotas aparecem como versões de desenho animado de si mesmas. O vídeo termina com uma homenagem a Left Eye, lendo: "Em Memória Amorosa de Lisa 'Left Eye' Lopes."